# Nicolae Buzdugan
Nicolae Buzdugan (n.  ? – d. octombrie 1947) a fost un fotograf profesionist bucureștean care a activat în capitala României între anii 1900 și 1930.
Fotograful a fost co-fondatorul Uniunii Fotografilor din România (1924) și primul președinte al acestei asociații profesionale (pentru o scurtă perioadă de timp). Uniunea Fotografilor din România a fost fondată de Buzdugan împreună cu fotograful Etienne Lonyai, cel care i-a și succedat la conducerea acestei asociații.
În decursul carierei Nicolae Buzdugan a fost decorat cu Steaua României în gradul de Cavaler, Coroana României în gradul de Ofițer și alte ordine străine.
Nicolae Buzdugan a decedat în anul 1947 și a fost înmormântat în cimitirul Sf. Vineri din București în ziua de 23 octombrie.